# Ikarus Security Software
Die Ikarus Security Software GmbH (eigene Schreibung IKARUS)  ist ein österreichisches Unternehmen, das sowohl eigene Sicherheitssoftware entwickelt, als auch externe Sicherheitslösungen von Partnerunternehmen im lokalen Rechenzentrum in Wien betreibt. Ikarus entwickelte auch die Viren-Beschreibungssprache ViDL (virus description language), die heute der Standard der International Computer Security Association (ICSA) ist.

## Das Unternehmen
Ikarus Security Software, seit 1994 mit Sitz in Wien, wurde 1986 von Viktor Mayer-Schönberger in Zell am See gegründet. 1997 übernahm Josef Pichlmayr als geschäftsführender Gesellschafter das Management. Ikarus war unter den ersten Unternehmen weltweit, die Sicherheitssoftware entwickelten. Heute ist es nach eigenen Angaben der Marktführer in der Sparte Computersicherheit im Großunternehmensbereich in Österreich, und in den östlichen EU-Staaten.

## Produkte
Das Unternehmen ist auf IT-Sicherheitslösungen für den B2B-Bereich sowie OT- und IoT-Security Services spezialisiert, bietet aber auch OEM-Lösungen, SDKs (Software Development Kit) sowie Antivirensoftware für Privatanwender an. Die Ikarus-Produktreihe umfasst Malware-Protection für Windows-Rechner und Server, E-Mail-Security inkl. Advanced Threat Protection (ATP), Mobile Device Management, Incident Response Services, eine Threat Intelligence Plattform, APIs zur IKARUS Malware Scan Engine sowie Industrial Security Solutions und Services.
| Produkt                                         | Beschreibung |
| ----------------------------------------------- | --- |
| IKARUS anti.virus                               | Virenschutz mit On-Demand-Scanner und On-Access-Scanner (Guard) für Workstations und Server mit Microsoft Betriebssystemen |
| IKARUS anti.virus in the cloud                  | Clientsoftware (siehe IKARUS anti.virus) plus Cloud-basiertes Portal für das zentrale Management der Clients |
| HarfangLab Guard feat. IKARUS                   | Europäisches EDR (Endpoint Detection & Response) und EPP (Endpoint Protection Platform) System für zentralen Virenschutz, Sichtbarkeit, Incident Response, Threat Hunting |
| IKARUS mobile.management                        | Zentrales Mobile Device Management-System für die sichere und kontrollierte Nutzung mobiler Geräte in Firmenumgebungen |
| IKARUS mail.security                            | Spam- und Virenschutz, der auf zentralen Plattformen den Mailverkehr auf Spam, Viren und andere Malware überprüft (Umstellung durch MX-Record - on-premises oder as a service mit Hosting in Österreich); optional mit Advanced Threat Protection (ATP) und ungebundenen S/MIME-Zertifikaten |
| IKARUS malware.scan.service                     | Cloud-Service für Malware-Erkennung inklusive Advanced Threat Protection (ATP) |
| IKARUS malware.scanner                          | On-Premise-Lösung zur Integration der IKARUS Malware Scan Engine in beliebige Systeme oder Dienste |
| IKARUS 24/7 incident.response                   | 24/7 Rufbereitschaft für Unterstützung durch IR-Experten/IR-Expertinnen bei Sicherheitsvorfällen |
| IKARUS threat.intelligence platform             | Threat Intelligence Platform für Bedrohungsinformationen, Case Management und SOAR zur Integration via Cloud, on-premises und für air-gapped Systeme |
| OT Security Sensor Guardian™ by Nozomi Networks | Integration der OT Security Sensoren Guardian von Nozomi Networks für die Überwachung von industriellen Netzwerken und kritischen Infrastrukturen |
| IKARUS OT Security Sensor Management            | Lizenzierung und Management der Nozomi Networks Guardian Sensoren |
| IKARUS OT Security Professional Services        | Experten-Services für die Wartung, Optimierung und Beratung rund um den Einsatz der Nozomi Networks Technologien in industriellen Umgebungen |

Die selbst entwickelte IKARUS Malware Scan Engine ist außerdem als SDK, API und OEM-Version verfügbar 
und wird unter anderen von Securepoint, OPSWAT und HarfangLab eingesetzt. Zu den Besonderheiten des Systems zählen laut Ikarus die breite Unterstützung verschiedener Betriebssysteme und Plattformen sowie die konstant hohen Erkennungsraten unabhängig vom Betriebssystem, für das eine Malware konzipiert wurde, selbst in Air-Gapped Systemen.

## Partnerschaften
Securepoint: Die Software Antivirus Pro des deutschen Security-Unternehmens Securepoint integriert die IKARUS Malware Scan Engine und nutzt die Client- und Backend-Systeme von Ikarus. Das Cloud-Management-Portal, das von Securepoint entwickelt wurde, wird auch bei Ikarus eingesetzt.
Nozomi Networks: Im Bereich der industriellen Sicherheit kooperiert Ikarus mit Nozomi Networks und bietet als MSSP Elite Partner (Managed Security Service Provider) die Integration und Lizenzierung der Nozomi-Produktpalette sowie Services rund um den Betrieb und die Wartung der Hardware an.
HarfangLab: In Partnerschaft HarfangLab entwickelte Ikarus ein europäisches EDR- (Endpoint Detection and Response) und EPP-System (Endpoint Protection Platform). HarfangLab stellt dabei die EDR-Funktionalitäten bereit, während Ikarus die Malware Scan Engine integriert. Das System ermöglicht Organisationen eine flexible Kontrolle über Art und Ort der Datenverarbeitung sowie Einsichten in das offene Regelwerk.
Seven Principles (7P): Zusammen mit Seven Principles (7P) bietet Ikarus die Mobile-Device-Management-Lösung IKARUS mobile.management für die einfache Umsetzung und Automatisierung von Unternehmens-, Sicherheits- und Datenschutzrichtlinien auf Mobilgeräten an.
Mandiant: Mit Mandiant, Part of Google Cloud, kooperiert Ikarus im Bereich Incident Response. Ikarus bietet ein 24/7-Servive für Soforthilfe bei Sicherheitsvorfällen an, das bei Bedarf auch Zugriff auf die Ressourcen von Mandiant garantiert.
Certum by asseco: Die Partnerschaft mit der europäischen Zertifizierungsstelle Certum by asseco ermöglicht die Verwaltung von S/MIME-Zertifikaten direkt in der E-Mail-Security-Lösung von Ikarus. Eine Besonderheit an dieser Umsetzung ist die Möglichkeit, die ungebundenen Zertifikate bei Bedarf selbst anderen Postfächern zuweisen zu können.

## Technologie
Die Technologie der IKARUS scan.engine wird von Ikarus Security Software selbst entwickelt. Die Scanleistungen der Software sind auf Stabilität und Verlässlichkeit optimiert. Die Virenscanner wurden anfangs in einschlägigen Test meist als exzellent, aber langsam mit hoher Fehlalarmquote beurteilt. Seit 2014 bestätigen regelmäßige VB100-Auszeichnungen der IKARUS scan.engine ausgezeichnete Erkennungsraten bei geringen Performance-Einbußen und guter Stabilität. Voraussetzung für den VB100-Award ist, dass das Produkt in den Standard-Einstellungen 100 % der WildList-Samples erkennt und beim Scannen sauberer Samples keine False Positives meldet.